# Knjiga Jubileja
Knjiga Jubileja apokrifna je knjiga. Etiopska pravoslavna tevahedo Crkva smatra ovu knjigu djelom Biblije. Vrijeme nastanka knjige je nepoznato, kao i ime autora.
Robert Henry Charles predložio je da je autor Knjige bio neki farizej, što se danas uglavnom smatra krivim razmišljanjem.
Datiranje Knjige Jubileja predstavlja velik problem mnogim biblijskim učenjacima.
Sama Knjiga nalikuje biblijskoj Knjizi postanka te opisuje u detalje ono što je spomenuto u samome Postanku. Spominju se mnoge stvari kojih nema u Bibliji.

## Sadržaj
U Knjizi Jubileja piše se o događajima od stvaranja do izlaska Židova iz Egipta. U njoj se pojavljuje i sunčev kalendar.

## Rukopisi
Pronađeno je nekoliko fragmenata knjige na latinskomu, grčkomu i sirijskomu jeziku. Kasnije su dijelovi knjige nađeni među Kumranskim rukopisima na hebrejskomu jeziku.

## Vanjske poveznice
- Prijevod teksta Knjige Jubileja R. H. Charlesa iz 1902. (engl.)